# Petrinjska (Záhřeb)
Petrinjska je ulice v hlavním městě Chorvatska, Záhřebu. Nachází se v centru města a spojuje náměstí bána Jelačiće se záhřebským hlavním nádražím (mimo park Zrinjevac). Vedena je v severo-jižním směru. Pojmenována je podle města Petrinja a její celková délka činí cca 800 metrů.

## Historie
Ulice vznikla z původní silnice, která spojovala záhřebské Dolní město (chorvatsky Donji grad) s bývalou vesnicí a dnes částí města Trnje. V této podobě je zaznamenána na mapách druhého i třetího vojenského mapování. Původně dlouhá komunikace byla nicméně vlivem rozšiřování místního železničního uzlu rozdělena na dvě části a jako Petrinjská ulice se dnes označuje severní část bývalé komunikace. 
Ulice má svůj název již od okamžiku svého vzniku, nikdy nebyl v historii měněn.

## Doprava
Jedná se o méně rušnou komunikaci s jedním jízdním pruhem v každém směru. Ve své nejsevernější části je upravena do podoby pěší zóny a je z ní vyloučena automobilová doprava.

## Významné budovy
- Dům Fisch (chorvatsky Kuća Fisch)
- Dům Eisner (chorvatsky Kuća Eisner)
- Galerie AMZ